# Apanteles atrocephalus
Apanteles atrocephalus är en stekelart som beskrevs av Granger 1949. Apanteles atrocephalus ingår i släktet Apanteles och familjen bracksteklar. Inga underarter finns listade i Catalogue of Life.